# Corrente stellare del Sagittario
La Corrente stellare del Sagittario è una lunga e complessa corrente stellare che avvolge la Via Lattea con un'orbita quasi polare. È il risultato dell'azione mareale della nostra galassia che, nell'arco di miliardi di anni, ha strappato una scia di stelle dalla Galassia Nana Ellittica del Sagittario, una galassia satellite della Via Lattea.
Fu scoperta nel 1994 da Donald Lynden-Bell, il cui lavoro fu pubblicato l'anno successivo, nel corso di una studio sulla distribuzione degli ammassi globulari nella Via Lattea. In seguito la sua struttura fu meglio definita da Newberg et al. (2002) e Majewski et al. (2003) con i dati raccolti dalle osservazioni del 2MASS e Sloan Digital Sky Survey (SDSS). Infine nel 2006 Vasyli Belokurov e collaboratori identificarono la presenza, nella corrente stellare, anche di due ramificazioni contrassegnate con le lettere A e B. Si calcola una distanza di circa 15.000 parsec. Le varie componenti identificate sono il risultato di azioni mareali avvenute in epoche differenti, in intervalli di meno di 3, 3-6,5 e più di 6,5 miliardi di anni fa.
L'intrusione di questa rilevante quantità di stelle sembra aver provocato delle oscillazioni nelle strutture dei bracci a spirale della Via Lattea in maniera simile ad onde sonore. Il risultato che oggi osserviamo è quello di una disposizione stratificata nella concentrazione delle stelle, ora più dense, ora più rarefatte, che percepiamo distribuite al di sopra e al di sotto del piano del Sistema Solare. Per l'attuale disposizione della corrente stellare, si ritiene che la Galassia Nana Ellittica del Sagittario sia l'artefice più probabile del fenomeno.

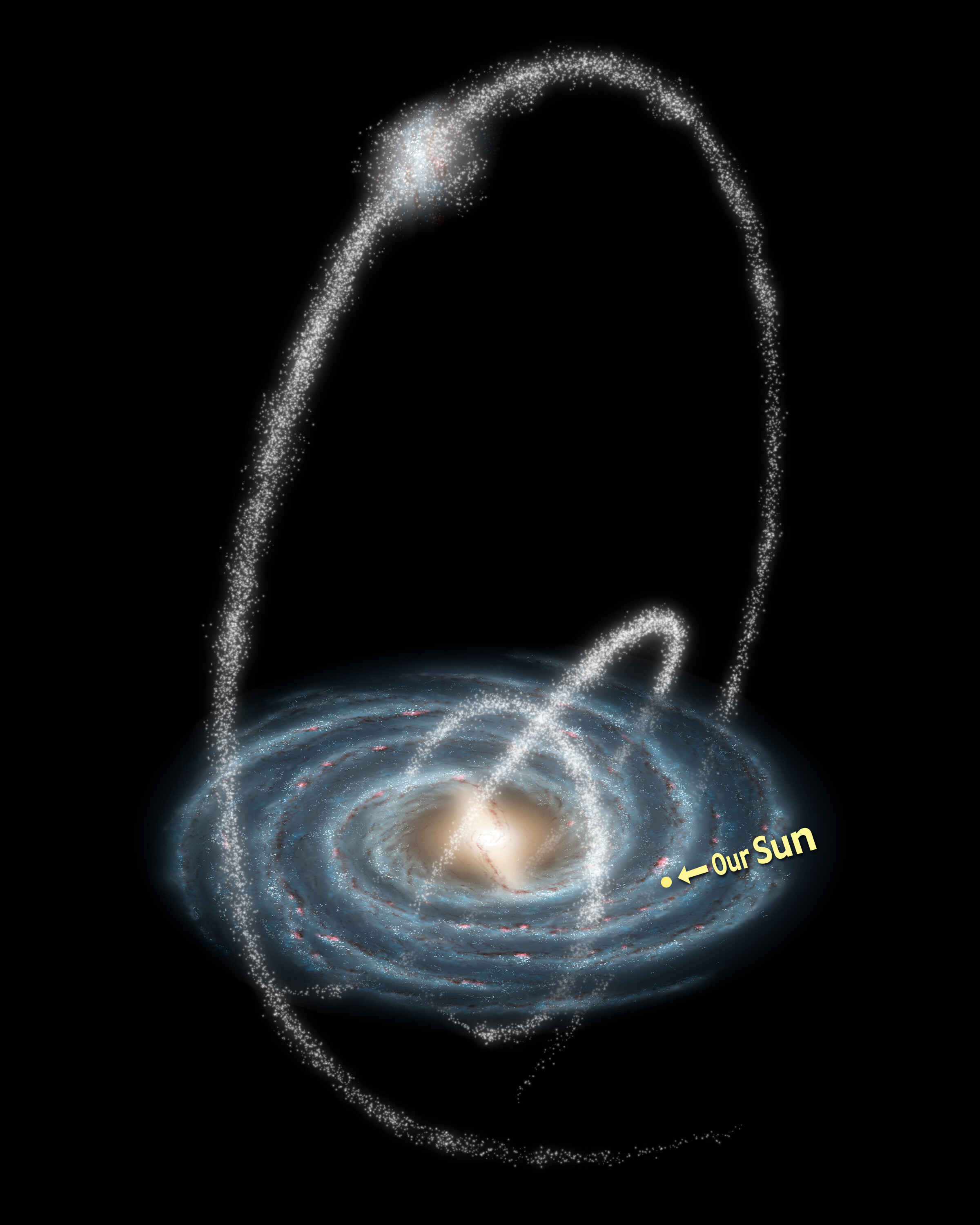
Le Correnti stellari intorno alla Via Lattea